# Storia orale

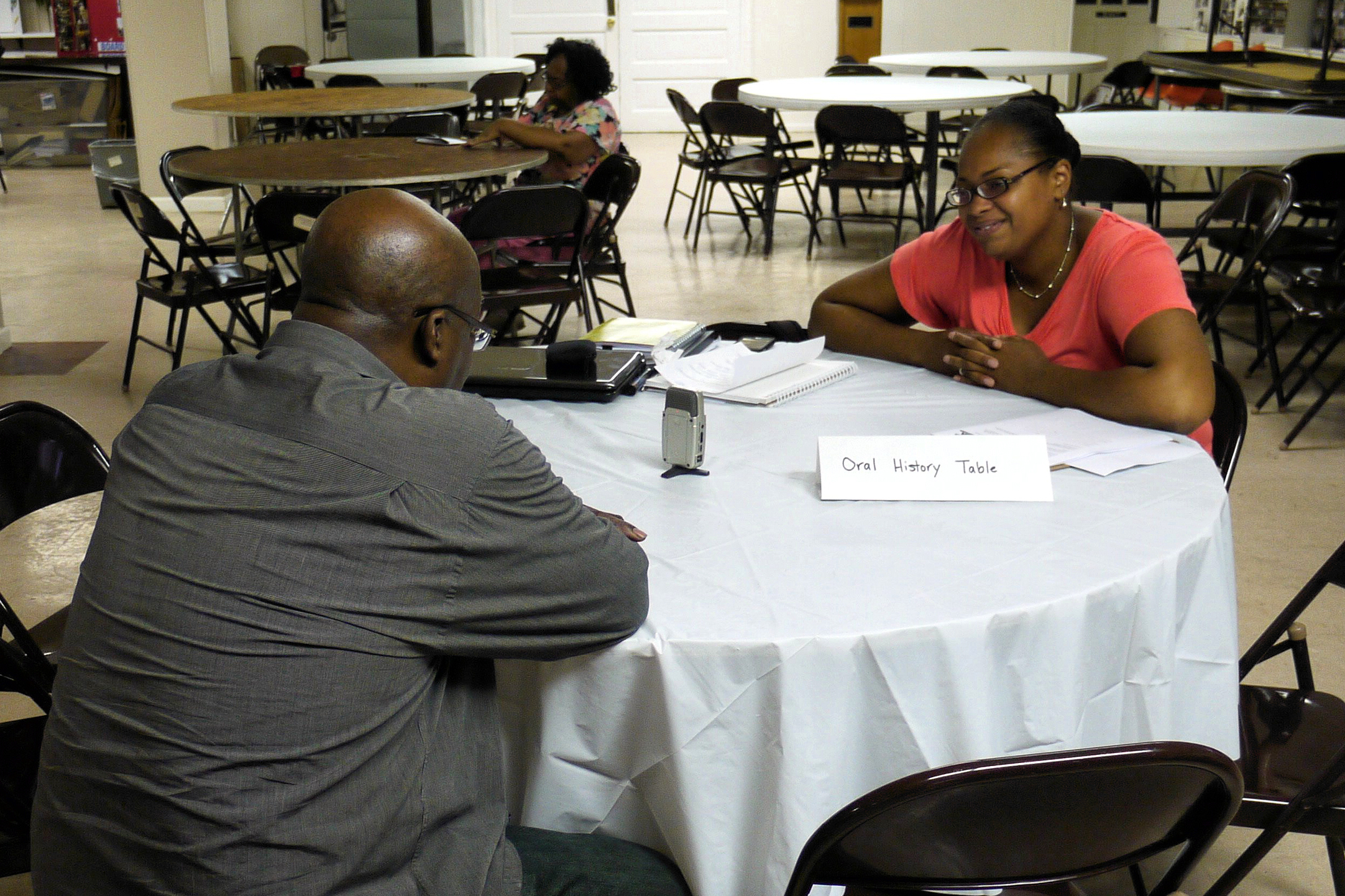
Volontari dell'Evergreen Protective Association registrano una storia orale al Greater Rosemont History Day.

Per storia orale si intende la raccolta e lo studio delle informazioni storiche raccolte dal racconto di individui e famiglie su eventi importanti, o della vita quotidiana, utilizzando nastri magnetici, videocassette, o trascrizioni di interviste. Queste interviste sono condotte con le persone che hanno partecipato o osservato eventi passati e la cui memoria e percezione di questi sono da conservare come una registrazione sonora per le generazioni future. La storia orale si sforza di ottenere informazioni, da diversi punti di vista, la cui maggior parte non può essere trovata in fonti scritte. Si riferisce anche alle informazioni raccolte in questo modo e ad un lavoro scritto (pubblicato o non) sulla base di tali dati, spesso conservati in archivi e grandi biblioteche.
Il termine è talvolta usato in un senso più generale per riferirsi a tutte le informazioni su eventi passati che le persone che vi hanno assistito raccontano agli altri, ma che gli storici professionisti definiscono normalmente come tradizione orale. Comunque, la Columbia Encyclopedia scrive: 
(Columbia Encyclopedia)

## In tempi moderni
La storia orale è diventato un movimento internazionale nella ricerca storica. Gli storici orali in diversi paesi hanno affrontato la raccolta, l'analisi e la diffusione di storie orali in diverse modalità. Tuttavia, va anche notato che ci sono molti modi di creare storie orali e condurre lo studio della storia orale anche all'interno dei singoli contesti nazionali. 
Dalla Columbia Encyclopedia:
(Columbia Encyclopedia)

## Gran Bretagna e Irlanda
Il Bureau of Military History ha condotto più di 1700 interviste tra i veterani della prima guerra mondiale ed episodi collegati in Irlanda. La documentazione è stata pubblicata, a scopo di ricerca, nel 2003.
Fin dai primi anni 1970, la storia orale in Gran Bretagna è passata da essere un metodo per gli studi folcloristici (si veda ad esempio il lavoro della Scuola di studi scozzesi nel 1950) per diventare una componente chiave nelle storie della comunità. La storia orale continua ad essere un importante mezzo attraverso il quale i non accademici possono partecipare attivamente alla raccolta e allo studio della storia. Tuttavia, i praticanti in una vasta gamma di discipline accademiche hanno sviluppato il metodo in un modo da registrare, comprendere, e archiviare i ricordi narrati. Fra queste la storia delle donne e del lavoro. 
In Gran Bretagna la Oral History Society ha giocato un ruolo chiave nel facilitare e sviluppare la storia orale. Un resoconto più completo della storia orale in Gran Bretagna e Irlanda del Nord può essere trovato in "Making Oral History" sul sito web dell'Institute of Historical Research.
Nel corso del 1998 e del 1999, quaranta stazioni radio locali della BBC hanno registrato storie orali personali, da un ampio spaccato della popolazione, per la serie The Century Speaks. Il risultato è stato la realizzazione di 640 documentari radio di mezz'ora ciascuno nelle ultime settimane del millennio, e una delle più grandi collezioni di singole storie orali in Europa, la Banca della memoria del Millennio (MMB). Le registrazioni delle interviste sono conservate dalla British Library Sound Archive nella collezione di storia orale.
In uno dei più grandi progetti di memoria di ogni tempo, la BBC nel 2003-2006 ha invitato il suo pubblico ad inviare ricordi del fronte domestico nella seconda guerra mondiale ed ha poi messo 47.000 ricordi on-line, insieme a 15.000 fotografie.

## Negli Stati Uniti

### Studi d'élite
Nel 1948, lo storico Allan Nevins della Columbia University fondò il Columbia Oral History Research Office, ora noto come Columbia Center for Oral History, con lo scopo di registrare, trascrivere e archiviare interviste di storia orale. Il Regional Oral History Office venne fondato nel 1954 come una delle divisioni della University of California, Berkeley, la Bancroft Library. Nel 1967, l'American oral historians fondò la Oral History Association e la British oral historians la Oral History Society nel 1969. Ora esistono numerose organizzazioni nazionali e la International Oral History Association, che tengono workshop e conferenze e pubblicano newsletter e riviste dedicate alla teoria della storia orale e sue pratiche.
La storia orale ebbe inizio focalizzandosi sui politici più rappresentativi degli Stati Uniti, ma venne poi ampliata includendo gruppi rappresentativi dell'intera popolazione. In Gran Bretagna, l'influenza della storia dal basso e l'intervista a persone che erano state nascoste dalla storia ebbe grande influenza. Tuttavia, in entrambi i paesi la storia orale riguardante le élite emerse come un elemento importante. Gli scienziati, per esempio, sono stati oggetto di numerosi progetti di storia orale. Doel (2003) mise in discussione l'uso di interviste orali fatte da studiosi come fonti primarie. Egli elenca i maggiori progetti di storia orale nell'ambito della scienza iniziati dopo il 1950. Le storie orali, conclude, sono in grado di incrementare le biografie di scienziati e di aiutare a comprendere come le loro origini sociali influenzarono la loro ricerca. Doel riconosce le preoccupazioni comuni che gli storici hanno per quanto riguarda la validità dei racconti di storia orale. Egli identifica gli studi che hanno utilizzato con successo storie orali per fornire una visione critica e unica in soggetti altrimenti oscuri, come ad esempio il ruolo degli scienziati nella definizione della politica dopo la seconda guerra mondiale negli Stati Uniti. Le interviste, inoltre, furono in grado di fornire informazioni per la ricerca di archivi, e poterono anche servire come risorsa importante quando i documenti scritti erano andati perduti o distrutti. Roger D. Launius (2003) mostra la dimensione enorme e la complessità del programma di storia orale della National Aeronautics and Space Administration (NASA) a partire dal 1959. La NASA ha documentato sistematicamente le sue operazioni attraverso testimonianze orali. Esse possono aiutare ad esplorare questioni più ampie per quanto riguarda l'evoluzione di una grande agenzia federale. La collezione si compone principalmente di storie orali condotte da studiosi che lavorano sui libri dell'agenzia. Dal 1996, tuttavia, la collezione ha incluso anche storie orali di amministratori senior della NASA e funzionari, degli astronauti e responsabili di progetto, parte di un più ampio progetto per documentare la vita degli individui chiave dell'agenzia. Launius sottolinea gli sforzi per includere tali gruppi, meno noti all'interno dell'agenzia, come il Programma di astrobiologia, e per raccogliere i racconti orali delle donne della NASA.

### Folklore e radici del popolo comune
La storia orale contemporanea comporta la registrazione o trascrizione dei racconti dei testimoni oculari di eventi storici. Alcuni antropologi hanno iniziato la raccolta di registrazioni (in un primo momento soprattutto dei nativi americani) su cilindri fonografici nel tardo XIX secolo. Nel 1930, il Federal Writers' Project - parte della Works Progress Administration (WPA) -avviò interviste per raccogliere i racconti di vari gruppi, tra cui i testimoni superstiti della guerra civile, della schiavitù e altri grandi eventi storici. La Library of Congress iniziò anche la registrazione di musica tradizionale americana e del folklore su dischi di acetato. Con lo sviluppo delle registrazioni audio, dopo la seconda guerra mondiale, il compito degli storici orali divenne più facile. 
Nel 1946, David P. Boder, un professore di psicologia all'Illinois Institute of Technology di Chicago, si recò in Europa per raccogliere lunghe interviste con "sfollati" — molti dei quali sopravvissuti all'Olocausto. Usando il primo apparecchio capace di registrare ore di audio — il registratore a nastro — Boder ritornò con le prime registrazioni di testimoni diretti dell'Olocausto e nello stesso tempo delle prime registrazioni di storia orale di significativa lunghezza.
Molti stati americani e locali società storiche hanno dei programmi di storia orale. Sinclair Kopp (2002) scrive sul programma della Oregon Historical Society. Esso ha inizio nel 1976 con l'ascolto di Charles Digregorio, che aveva studiato alla Columbia con Nevins. Migliaia di registrazioni sonore, nastri magnetici, trascrizioni e trasmissioni radio lo hanno reso una delle più grandi collezioni di storia orale sulla costa del Pacifico. Oltre a personaggi politici e uomini d'affari di primo piano, l'Oregon Historical Society ha fatto interviste alle minoranze, alle donne, agli agricoltori e agli altri comuni cittadini che hanno contribuito a storie straordinarie che riflettono il patrimonio culturale e sociale dello Stato. Hill (2004) promuove progetti di storia orale in corsi di scuola superiore. Si dimostra un piano di lezioni che incoraggiano lo studio della storia della comunità locale attraverso interviste. Studiando attivismo di base e le esperienze vissute dai suoi partecipanti, i suoi studenti delle scuole superiori riuscirono ad apprezzare come gli afro-americani avevano lavorato per porre fine alle leggi di Jim Crow negli anni cinquanta.
Naison (2005) descrisse il Bronx African I AM BLACK MAN American History Project, un progetto di storia orale della comunità sviluppato dalla Bronx County Historical Society. Lo scopo era quello di documentare il lavoro dei neri e della classe media residenti nei dintorni del South Bronx e Morrisania a New York City a partire dagli anni quaranta.

## Post dittature

### Storia orale della Bielorussia
Fino al 2015, dal momento che la storiografia gestita dal governo nella moderna Bielorussia escludeva quasi completamente la repressione durante l'epoca in cui la Bielorussia faceva parte dell'Unione Sovietica, solo iniziative private coprivano questi aspetti. Gruppi di cittadini in Bielorussia utilizzavano i metodi della storia orale per registrare interviste narrative in video: il Museo virtuale della repressione sovietica in Bielorussia presenta un intero museo virtuale con l'uso intenso della storia orale. Il Progetto di archiviazione della storia orale della Bielorussia fornisce anche materiale costituito da registrazioni di storia orale. 

### Storia orale della Cechia
La storia orale ceca (allo stesso modo della storia orale applicata in altri cosiddetti paesi post comunisti) non ha avuto uno sviluppo negli anni 1960 e 1970, e in parte agli inizi degli anni 1980, periodo in cui nel mondo si parlava di movimento sociale più che di un metodo. Con la conoscenza delle cose che possono essere raccontate, questo sviluppo è stato agli inizi probabilmente necessario e ben fondato. Comprensibilmente (agli inizi) vi era anche un po' di attivismo politico. Negli anni 1970 e 1980 in Repubblica Ceca (in modo simile agli altri paesi del cosiddetto blocco socialista) la storia orale era assolutamente sconosciuta. La storia e gli storici non sapevano nulla su di essa. Tentativi isolati di invitare alcuni testimoni a partecipare al progetto scientifico si conclusero senza alcun risultato (operazione ideologica, errore di metodo, tecnica imperfetta...). Ipoteticamente, se la storia orale fosse stata scoperta in precedenza dagli storici cechi, essa avrebbe potuto avere un ruolo attivo positivo e sicuramente combattivo (come A. Freund. P. Thomson e molti altri scrivono) come in altri regimi autoritari. Poteva essere finalizzata all'emergere di gruppi di dissenso. Per la ricerca affine o qualunque altra allusione sui gruppi appena citati - il cittadino è stato, fino al 1989, totalmente ignorato dalla storiografia comunista. La storia orale è stata per la prima volta utilizzata nella metà degli anni 1990, ma si può parlare di una sorta di progresso negli ultimi sei anni, come scrive Sean Campo, quando si è trasformata da disprezzo e critica a possibile rispetto. Nei primi anni del XXI secolo si può anche parlare di boom della storia orale nella Repubblica Ceca. Nel 2000 venne fondato The Oral History Center (COH) all'Institute of Contemporary History, Academy of Sciences, Czech Republic (AV ČR). L'anno seguente, nel 2001, venne poi creata l'associazione Post Bellum.

#### Progetti
"Students in the Period of the Fall of Communism - Life Stories", pubblicato in forma di libro One Hundred Student Revolutions di M. Vaněk eM. Otáhal (1999), venne fondato dalla Grant Agency AV ČR. Il progetto "Political Elites and Dissidents during the Period of So-called Normalization - Historical Interviews" venne fondato da GA ČR e costituito da due pubblicazioni: Victors? Vanquished (2005), due volumi contenenti 50 interviste e una raccolta di saggi interpretativi originali dal titolo The Powerful?! or Helpless?! Queste pubblicazioni dimostrano che la storia orale può contribuire molto alla nostra comprensione di molti settori interessanti delle vite umane e della storia stessa, come ad esempio le motivazioni dei dissidenti, la formazione di gruppi di opposizione, la comunicazione tra i dissidenti e i rappresentanti dello Stato e l'emergere di ex élite comuniste e dei loro processi decisionali. "An Investigation into Czech Society during the 'Normalization' Era: Biographic Narratives of Workers and the Intelligentsia" venne finanziato da una sovvenzione dell'Agenzia AV Cr. Tutte le storie orali incentrate nella Repubblica Ceca sottolineano attività di formazione (seminari, conferenze), archiviazione e gestione di raccolte di interviste e forniscono consulenze a coloro che sono interessati al metodo.
Post Bellum è una organizzazione no-profit fondata nel 2001 da un gruppo di storici e giornalisti interessati ad espandere la conoscenza di eventi occorsi nel XX secolo in Repubblica Ceca e nei paesi confinanti. Ha raccolto migliaia di testimonianze da interviste con persone che hanno vissuto periodi significativi della storia. Il loro progetto di documentazione creato nel 2008, Memory of Nation, è il più grande progetto di storia orale nella Repubblica Ceca. Essi operano in collaborazione con la Radio ceca e Institute for the Study of Totalitarian Regimes.

### In Italia
Alessandro Portelli è uno storico orale italiano. Egli è conosciuto per il suo lavoro che ha messo a confronto le esperienze dei lavoratori della contea di Harlan in Kentucky e quelli di Terni, in Italia. Altri storici orali hanno scritto sulla base delle analisi di Portelli sulla memoria, l'identità, e la costruzione della storia.

### In Spagna
A causa della repressione durante la dittatura di Francisco Franco (1939–75), lo sviluppo della storia orale in Spagna fu molto limitato fino a tutti gli anni settanta. Si sviluppò agli inizi degli anni ottanta focalizzandosi sugli avvenimenti della guerra civile spagnola (1936–39), specialmente riguardanti gli sconfitti, che erano stati regolarmente soppressi. Il centro di questo movimento fu l'Università di Barcellona. La professoressa Mercedes Vilanova fu l'esponente principale, occupandosi di quantificazione e storia sociale. Il gruppo di Barcellona ha cercato di integrare le fonti orali con le fonti scritte tradizionali per creare principali, non ghettizzate, interpretazioni storiche. Hanno cercato di dare voce pubblica a gruppi trascurati, come le donne, gli analfabeti, i politici di sinistra, e le minoranze etniche.

## Metodi
Storici, antropologi, sociologi, giornalisti, linguisti, e molti altri professionisti utilizzano una qualche forma di intervista nella loro ricerca. Anche se si tratta di questione multi-disciplinari, gli storici orali hanno promosso l'etica e gli standard della pratica comune, soprattutto per il raggiungimento del "consenso informato" di coloro che vengono intervistati. Di solito questo si ottiene attraverso un atto di donazione, che stabilisce anche la proprietà del copyright che è fondamentale per la pubblicazione e la conservazione archivistica. 
Gli storici orali in genere preferiscono porre domande aperte per evitare che la domanda porti e incoraggi le persone a dire quello che pensano l'intervistatore voglia che dicano. Alcune interviste sono "opinioni di vita", condotte con la gente, alla fine della loro carriera. Altre interviste si concentrano su un periodo specifico o su un evento specifico della vita delle persone, come ad esempio nel caso di veterani di guerra o superstiti di un uragano.
Feldstein (2004) considera la storia orale simile al giornalismo, in quanto entrambi sono impegnati a scoprire le verità e alla compilazione di racconti su persone, luoghi ed eventi. Felstein dice che l'uno potrebbe beneficiare dell'adozione di tecniche dell'altro. Il giornalismo potrebbe beneficiare emulando le metodologie di ricerca esaustive e le sfumature utilizzate dagli storici orali. La pratica degli storici orali potrebbe essere migliorata utilizzando le tecniche di intervista più sofisticate impiegate dai giornalisti, in particolare, l'uso di incontri in contraddittorio come tattica per ottenere informazioni da un intervistato.
I primi archivi di storia orale erano concentrati su interviste con politici di primo piano, diplomatici, ufficiali militari e dirigenti d'azienda. Dagli anni 1960, sotto l'influenza della crescita della nuova storia sociale, iniziò ad essere impiegata la storia dal basso. Qualunque sia il campo o messa a fuoco di un progetto, gli storici orali tentano di registrare i ricordi di molte persone diverse nella ricerca di un determinato evento. Intervistare una sola persona fornisce un unico punto di vista. Gli individui possono ricordare male gli eventi o distorcere il loro racconto per motivi personali. Intervistando più persone, gli storici orali cercano punti di accordo tra le molte fonti ascoltate, anche per registrare la complessità delle questioni. La natura della memoria - individuale e della comunità - è tanto una parte della pratica della storia orale come lo sono le storie raccolte.

## Interpretazione giuridica e rapporto con la verità storica
Nel 1997 la Corte Suprema del Canada, nella causa tra Delgamuukw contro British Columbia, sentenziò che le storie orali erano una importante testimonianza scritta. Delle storie orali, essa disse "che esse sono tangenti al fine ultimo del processo di accertamento dei fatti - la determinazione della verità storica."
Gli scrittori che usano la storia orale hanno spesso discusso il suo rapporto con la verità storica. Gilda O'Neill scrive in Lost Voices, una storia orale raccontata da un raccoglitore di luppolo dell'East End di Londra: "Ho cominciato a preoccuparmi. Erano vere le memorie delle donne, e le mie o erano solo storie? Mi sono reso conto che non avevo fonti "innocenti" di prova - fatti. Avevo, invece, le storie e le ragioni di chi le raccontava per ricordarle a modo loro" Duncan Barrett, uno dei co-autori di The Sugar Girls descrive alcuni dei pericoli nel fare affidamento sui racconti di storia orale: "In due occasioni, è apparso chiaro che un soggetto stava cercando di ingannarci su quello che era successo - raccontare una storia autoironica in una intervista, e poi presentarne una diversa, e più lusinghiera, versione dei fatti, quando abbiamo cercato di seguirla. [...] spesso i nostri intervistati erano desiderosi di persuaderci di una certa interpretazione del passato, sostenendo ampi e radicali commenti inserendo storie specifiche della loro vita." Alessandro Portelli sostiene che la storia orale è preziosa, tuttavia: "ci dice meno su eventi come ad esempio sul loro significato [...] l'elemento unico e prezioso che le fonti orali impongono allo storico [...] è la soggettività di chi parla."
In merito all'accuratezza della storia orale, Jean-Loup Gassend conclude, nel libro Autopsy of a Battle:"Ho scoperto che ogni testimonianza può essere suddivisa in due parti: 1) descrizione di eventi a cui il testimone ha partecipato direttamente, e 2) descrizioni di eventi a cui il testimone non ha effettivamente partecipato, ma che ha sentito dire da altre fonti. La distinzione tra queste due parti di un racconto di un testimone è della massima importanza. Ho notato che riguardo agli eventi ai quali i testimoni avevano partecipato, le informazioni fornite erano sorprendentemente affidabili, come è stato confermato dal confronto con altre fonti. Le imprecisioni o errori di solito riguardano numeri, piazzamenti e date, e i primi due tendono a diventare gonfiati con il tempo. Per quanto riguarda gli eventi ai quali il testimone non aveva partecipato personalmente, le informazioni erano affidabili a seconda di quanto lo era la fonte di informazione da cui lo avevano appreso (voci varie); vale a dire, erano spesso molto inaffidabili e di solito scarto tali informazioni."

## Organizzazioni
Organizzazioni nazionali e internazionali promuovono borse di studio nel settore. La Oral History Review è una rivista accademica fondata nel 1974. L'Oral History Journal in Gran bretagna venne fondato due anni prima del Review. H-ORALHIST è un H-Net Discussion Network fondato nel 1996, basato su un precedente, OHA-L, sviluppato da Terry Birdwhistell dell'Università del Kentucky. Funziona via e-mail e opera su una rete internazionale di ricercatori interessati a creare e utilizzare la storia orale. La sua e-mail tutti i giorni raggiunge 3400 abbonati con discussioni di progetti in corso, metodi di insegnamento, e stato della storiografia sul campo. H-ORALHIST è particolarmente interessato a metodi di insegnamento di storia orale a laureati e studenti universitari in ambienti diversi. H-ORALHIST pubblica dispense, bibliografie, indici di riviste, guide per tesine, annunci di nuove fonti, cataloghi di biblioteche e archivi, e relazioni su un nuovo software, set di dati, e altri materiali. H-ORALHIST annuncia convegni, bandi di borse di studio, e posti di lavoro. Da inoltre informazioni sull'uscita di nuovi libri e recensioni.